# Посунько Данило Герасимович
Дани́ло Гера́симович Посу́нько (1887 Лелеківці  — 8 березня 1942, Кіровоград) — український цирковий борець.

## Життєпис
Вчився в школі на Лелеківці — сучасна Кропивницька загальноосвітня школа № 15.
Займався землеробством, орав, ходив за волами. Сучасники про нього писали, що він був могутнім, як дуб, швидким та спритним.
1905 року під час військової служби у Севастополі захопився греко-римською боротьбою.
Працював інструктором з боротьби у Єлисаветградському юнкерському училищі.
1914 року в Київському цирку як любитель боровся із професіоналом Збишком-Циганевичем, дві години боротьба провадилася в стійці, не було проведено жодного прийому, Посунько жодного разу не побував в партері.
1916 року здобуває титул чемпіона Росії та світу по одній з тогочасних версій.
З 1919 року працював інструктором Всеобучу з важкої атлетики в Єлисаветградському міському клубі ім. О. Подвойського й кавалерійській школі.
1923 року стає переможцем Першої Єлисаветградської олімпіади. Того ж року програв в бою у Курському цирку Григорію Русакову.
Тричі боровся з Іваном Піддубним, всі три поєдинки завершилися внічию. Також боровся з Заїкіним Іваном Михайловичем, Іваном Шемякіним.
Тренував та був в товариських відносинах з Яковом Куценком.
В 2000-х роках у Кропивницькому влаштовуються Всеукраїнські турніри з боротьби на призи Д. Посунька, у вересні 2012 відбувся 9 міжнародний турнір.